# Wapenstier
De Wapenstier is een stier uit een volksverhaal waarin een aantal wapens van Noord-Hollandse gemeentes verklaard worden. De wapenstier verklaart de wapens van de volgende (voormalige) gemeentes: Monnickendam, Edam, Warder, Oosthuizen en Hoorn.

## Het verhaal
Het verhaal begint in Monnickendam waar de stier bij een plaatselijk klooster hoort. Omdat de stier een nabijgelegen grasveld leeg heeft gegeten probeerde de prior van het klooster de stier op het dak te takelen omdat daar nog gras was. Dit optillen of takelen ging fout waardoor de stier begon te spartelen en hard naar beneden viel. Van schrik rende de stier weg, met een of meer monniken achter zich aan. De monnik die de stier liet vallen, en het langst achter hem aan bleef rennen met een knots in de hand, is als troost op het wapen van Monnickendam geplaatst. 
Vanuit Monnickendam rende de stier, via Zedde en de Purmer naar Edam. Hij kwam vlak bij de stad in een weiland terecht waar hij de nacht doorbracht. De volgende ochtend, nog voor zonsopkomst, zou een melkknecht de stier in het weiland tegenkomen. Hij dacht dat het een man was en vroeg hem wat hij in het weiland aan het doen was. Omdat de stier maar één woord kon spreken antwoordde hij: sterren. Deze sterren en de stier zijn in het wapen van Edam terechtgekomen als een stier met daarboven drie gouden sterren.
Na Edam ging de stier verder naar Middelie, waar de mensen binnen zijn gebleven zodat alleen de dieren van de stier konden schrikken. Een versie stelt dat de kikkers geroepen zouden hebben dat de stier puur gek was en dat de schepenen van Middelie het zo met die bewering eens waren dat zij drie kikkers in het wapen opgenomen zouden hebben. Een andere versie stelt dat Middelie de drie kikkers in het wapen ging voeren omdat de kikkers huizenhoog uit de sloten opsprongen omdat zij van de stier schrokken. 
Na Middelie volgde Oosthuizen, alwaar de stier Olde Marijtje omver liep. Olde Marijtje wilde aan de burgemeester die voor de stier uitliep vragen of de stofwolk achter hem de stier uit Monnickendam was. Voordat ze de burgemeester kon bevragen was hij haar al voorbij gerend en kreeg zij van achteren een stoot waardoor zij door de lucht vloog. Marijtje had de bril nog altijd in haar hand, echter een van de glazen was wel uit het montuur gevallen, de kapotte bril met los glas is in het wapen van Oosthuizen opgenomen en later ook in het wapen van de gemeente Zeevang. Hoewel het glas breekbaar was waren beide glazen nog heel, om die reden vroeg de burgemeester of hij de bril met los glas in het wapen op mocht nemen. 
In een andere versie gaat het verhaal dat de magistraten van Oosthuizen buiten waren en een van hen in de weg van de stier stond. De knijpbril zou op een van de horens van de stier terecht zijn gekomen, dit zouden de bewoners zo belangrijk hebben gevonden dat zij dit in het wapen vast hebben willen leggen.
Onderweg naar de stad Hoorn heeft de stier de dorpen Beets, Oudendijk en Grosthuizen overgeslagen. Hij is eveneens niet in Berkhout gezien. Bij Hoorn aangekomen botste de stier tegen de muur aan en een van zijn horens brak af. Deze hoorn kwam uiteindelijk symbolisch in het stadswapen terecht. Een andere versie stelt dat de stier eerst een van de poorten van de stad in moest beuken, waarbij een van zijn horens in de poort bleef steken. De schout zou besloten hebben om die hoorn in het wapen op te nemen.

## Wapens
Het verhaal van de Wapenstier komt in de volgende wapens naar voren:

De monnik in het wapen van Monnickendam
De stier zelf in het wapen van Edam
In het eerste wapen van Middelie een van de kikkers die van de stier schrok
In het wapen van Oosthuizen, de bril van Olde Marijtje
Wapen van Zeevang, heeft ook de bril. De kop is van het wapen van Warder
In het wapen van Hoorn de hoorn die in de stadspoort is blijven steken

adelaar · Agnus Dei · alliantiewapen · andreaskruis · ankerkruis · armoriaal · baldakijn · barensteel · bezant · Bourgondisch kruis · brisure · cartouche · centaur · cordelière · dekkleed · dorpsvlag · dorpswapen· drieberg · dubbelkoppige adelaar · dwarsbalk · fleur de lis · fleuron · Friese adelaar · gaande leeuw · gecarteleerd · Gelderse leeuw · gepaald · gravenkroon · groot wapen · griffioen · hartschild · helmkroon · helmteken · heraldische kleur · herautstuk · hermelijn · hoed · Hollandse tuin · huismerk · Jeruzalemkruis · karbonkel · keizerskroon · keper · koek · kromstaf · kroon · krukkenkruis · kwartier · kwartileren · kwartierzoom · leeuw · markiezenkroon · merlet · molenijzer · motto · muurkroon · nassaublauw · natuurlijke kleur · Nederlandse leeuw · Nederlandse Maagd · ombrellino · ordeketen · palen · pentagram · pijlenbundel · raadselwapen · raaf · respectant · riddertoernooi · rijksbanier · rijkskleuren · rijksstandaard · rijkswapen · roos · Rudolfinische keizerskroon · Saksenros · Saladins Adelaar · scharlakenrood · schildhoofd · schildhouder · schildvoet · schildzoom · schoof · schuinbalk · schuinstreep sinister · sinister · sleutels van Petrus · socialistische heraldiek · sprekend wapen · stadskleuren · standaard · stedenmaagd · ster · tinctuur · vair · vermeerdering · vlag · vorstenhoed · vrijheidshoed · vrijkwartier · vrouwenwapen · wapen · wapenbelasting · Wapenboek Beyeren · Wapenboek Gelre · wapenbord · wapendiploma · wapendier · wapenkast · wapenkoning · wapenmantel · wapenrecht · wapenrol · wapenstier · wapentent · wassende en afnemende maan · Waterlandse zwaan · Westfriese boomwapens · wildeman · wolfsangel · wrong